# آلفونسو لارا
 آلفونسو لارا (اسپانیایی: Alfonso Lara‎؛ ۲۷ آوریل ۱۹۴۶ – ۱۳ اوت ۲۰۱۳) یک بازیکن فوتبال اهل شیلی بود.

## تیم ملی
وی همچنین در تیم ملی فوتبال شیلی بازی کرده است.